# Bob's Birthday
Bob's Birthday (El cumpleaños de Bob) es un corto de animación del año 1993 realizado por Alison Snowden y David Fine, ganador del Oscar al mejor cortometraje animado en la 67.ª entrega de los premios Oscar.
Coproducida por Channel 4, Snowden Fine Animation y la National Film Board of Canada, la película fue adaptada posteriormente a una serie animada de televisión: Bob y Margaret.

## Argumento
La película cuenta, con una visión humorística, los planes de una esposa de una fiesta de cumpleaños sorpresa para su marido en su cuadragésimo cumpleaños, mientras lucha con el impacto repentino de la madurez.